# Anchorage (Alasca)
Anchorage, oficialmente Município de Anchorage, por vezes chamada de Ancoragem (em inglês: Municipality of Anchorage; em dena’ina: Dgheyaytnu) é a maior cidade meridional e também a mais populosa do estado norte-americano do Alaska.
Com mais de 291 mil habitantes, de acordo com o censo nacional de 2020, é a 72ª cidade mais populosa do país. Quase 40% da população total do Alasca vive em Anchorage. Entre os 50 estados, apenas Nova York tem uma porcentagem maior de moradores que vivem em sua cidade mais populosa. A área metropolitana de Anchorage, que combina Anchorage com o município vizinho de Matanuska-Susitna, possui quase 400 mil habitantes, o que representa mais da metade da população do estado. Com 4 420,6 quilômetros quadrados de área terrestre, a cidade é maior que o estado de Rhode Island, que tem 4 001,2 quilômetros quadrados.
Anchorage está localizada na porção centro-sul do Alasca, no final da Enseada de Cook. Os limites da cidade abrangem 5 079.2 quilômetros quadrados, inclui o núcleo urbano, uma base militar conjunta, várias comunidades periféricas e quase todo o Parque Estadual de Chugach.
Devido à sua localização, quase equidistante da cidade de Nova York, Frankfurt e Tóquio, Anchorage fica a menos de 10 horas, por voo, de quase 90% do mundo industrializado. Por esse motivo, o Aeroporto Internacional de Anchorage é uma parada comum de reabastecimento para muitos voos de carga internacional e abriga um importante centro da FedEx, que a empresa chama de "parte crítica" de sua rede global de serviços.
Anchorage foi nomeada uma All-America City quatro vezes, em 1956, 1965, 1984/85, e 2002, pela National Civic League. Também foi nomeada por Kiplinger como a cidade mais amigável em relação a taxas nos Estados Unidos.

## História

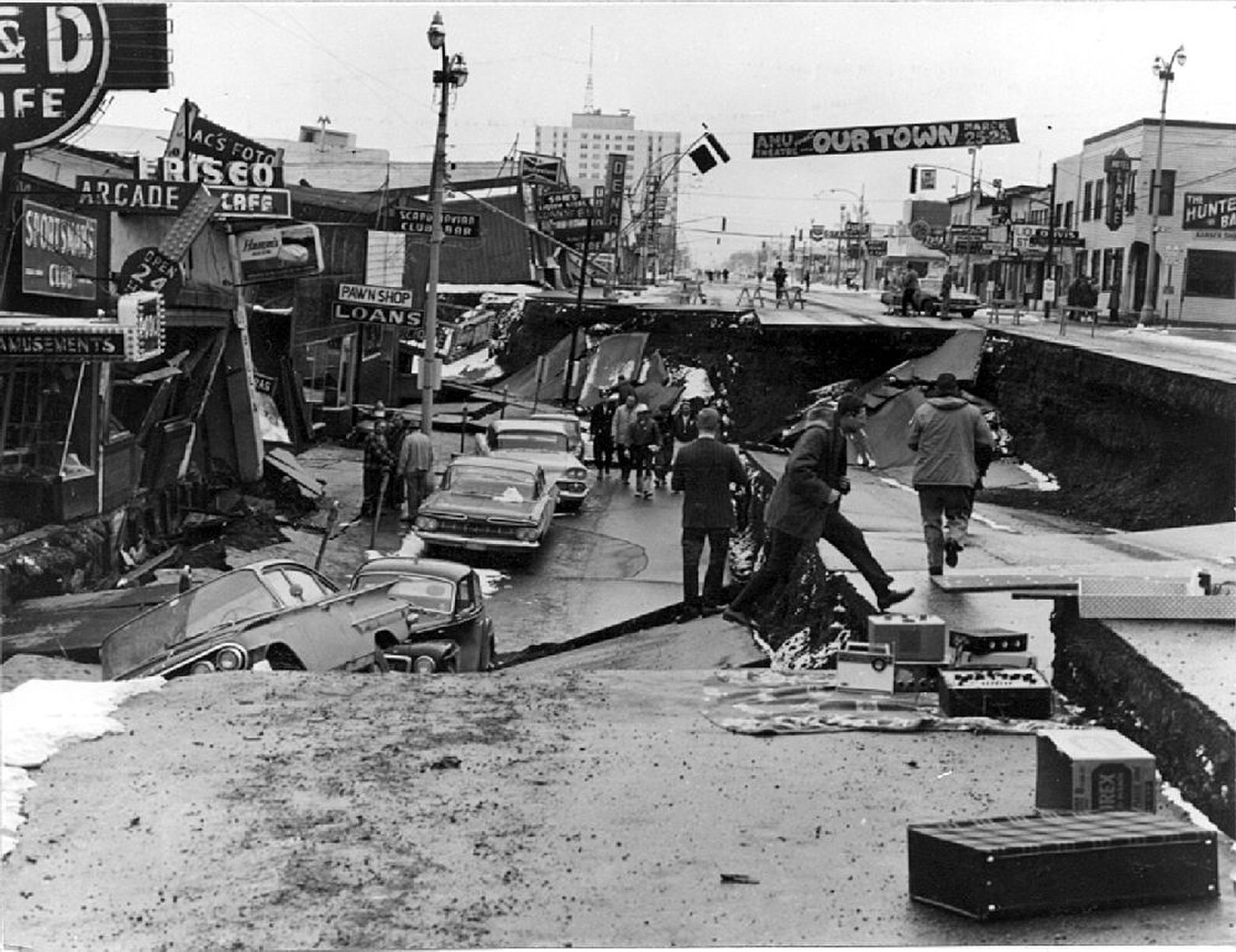
Terremoto de Good Friday ou Grande Terremoto do Alasca, em 1964.

A presença russa no centro-sul do Alasca estava bem estabelecida no século XIX. Em 1867 o secretário de estado dos EUA William Seward intermediou um acordo para a compra do Alasca do endividado Império Russo por US$ 7,2 milhões, algo como dois centavos de dólar por acre. O negócio foi satirizado por políticos e pelo público em geral como a "loucura de Seward", a "caixa gelada de Seward" e "Walrussia". Em 1888 foi descoberto ouro no Turnagain Arm, na região da enseada de Cook.
Em 1912 o Alasca tornou-se um território dos Estados Unidos. Anchorage, ao contrário de todas as outras cidades grandes no Alasca ao sul da Faixa de Brooks, não era nem pesqueira, nem um campo de mineração. A área de dezenas de quilômetros de Anchorage é estéril de minerais metálicos economicamente importantes, não havia frota de pesca operando fora de Anchorage.
Anchorage foi estabelecida em 1914 como um porto de construção de caminhos-de-ferro para o Alaska Railroad, que foi construído entre 1915 e 1923. Ship Creek Landing, onde se localizava o quartel principal dos caminhos-de-ferro rapidamente se tornou uma cidade de tendas; Anchorage foi incorporada em 23 de Novembro de 1920.
A economia da cidade nos anos 1920 centrou-se nas ferrovias. Entre os anos 1930 e os anos 1950, a cidade sofreu uma grande transformação, enquanto a aviação e as bases militares cresceram em importância. O Merrill Field abriu em 1930 e o Aeroporto Internacional Ted Stevens abriu em 1951. A Base Aérea de Elmendorf e o Forte Richardson foram construídos nos anos 1940.
Em 27 de Março de 1964, Anchorage foi atingida pelo Terremoto de Good Friday ou Grande Terremoto do Alasca, com uma magnitude de 9.2 na escala de Ritcher, que matou 115 pessoas e provocou um prejuízo de US$ 1,8 bilhões. O terremoto durou cerca de 5 minutos, e as construções que não cederam nos primeiros tremores ruíram com os movimentos incessantes. Foi o segundo maior terremoto da história mundial. A reconstrução dominou a cidade em meados dos anos 1960.
Em 1968 foi descoberto petróleo na Baía de Prudhoe levando a um maior desenvolvimento da cidade. Em 1975, Anchorage sofreu uma fusão com Eagle River e várias outras comunidades. A fusão expandiu a cidade, conhecida oficialmente como Município de Anchorage. A cidade continuou a crescer nos anos 80 e conheceu nesse período uma agressiva campanha de embelezamento.

## Geografia
Anchorage está localizada no Centro-Sul do Alasca. Fica um pouco mais ao norte do que Oslo (Noruega), Estocolmo (Suécia), Helsínquia (Finlândia) e São Petersburgo (Rússia), mas não tão ao norte como Reykjavik (Islândia) ou Murmansk (Rússia). Está a nordeste da península do Alasca, Ilha Kodiak, e Cook Inlet, ao norte da península de Kenai, a noroeste do Prince William Sound e Alaska Panhandle, e quase imediatamente ao sul do Monte McKinley/Denali. Além disso, está dentro da Enseada de Cook.
A cidade está em uma faixa de planície costeira estendendo-se até às encostas mais baixas dos Montes Chugach. A sul está o Turnagain Arm, um fiorde que abriga algumas das mais altas marés do mundo. Knik Arm, outra enseada, situa-se a oeste e norte. As Montanhas Chugach formam a leste um limite para o desenvolvimento, mas não para os limites da cidade, que abrange parte do território alpino selvagem do parque estadual de Chugach. Seu litoral é constituído principalmente de traiçoeiros lodaçais. Os recém-chegados e os turistas são advertidos a não andar nesta área por causa de extremas mudanças de maré e os muito finos siltes glaciais.
De acordo com o Departamento do Censo dos Estados Unidos, a cidade tem uma área de 5 041,9 km², dos quais 4 420,6 km² estão cobertos por terra e 621,3 km² (12,3%) por água.

### Clima
Anchorage possui um clima subártico mas com forte influência maríitma que ameniza as temperaturas. As médias de temperatura no inverno ficam entre -13 °C a -2 °C, e no verão, de 11 °C a 18 °C. Máximas variam entre 14 °C e 18 °C no verão e entre -2 °C e -5 °C no inverno. Mínimas variam entre 4 °C e 11 °C no verão, e entre -2 °C e -12 °C no inverno. A maior temperatura já registrada na cidade, foi 30 °C, em 1941. Raramente acontece no verão de a temperatura ser negativa, mas aconteceu em 1984 e 1992. A precipitação ocorre com mais intensidade no verão, principalmente entre agosto e outubro, o mês mais chuvoso é agosto, com 82 milímetros de precipitação. O período de estiagem ocorre entre Janeiro e Maio, quando chove menos de 90 milímetros, abril é o mês mais seco. Ao contrário de muitas cidades, chove muito no outono e pouco na primavera, apesar de ser mais frio.
| Dados climatológicos para Anchorage                          | Dados climatológicos para Anchorage | Dados climatológicos para Anchorage | Dados climatológicos para Anchorage | Dados climatológicos para Anchorage | Dados climatológicos para Anchorage | Dados climatológicos para Anchorage | Dados climatológicos para Anchorage | Dados climatológicos para Anchorage | Dados climatológicos para Anchorage | Dados climatológicos para Anchorage | Dados climatológicos para Anchorage | Dados climatológicos para Anchorage | Dados climatológicos para Anchorage |
| Mês                                                          | Jan                                 | Fev                                 | Mar                                 | Abr                                 | Mai                                 | Jun                                 | Jul                                 | Ago                                 | Set                                 | Out                                 | Nov                                 | Dez                                 | Ano                                 |
| ------------------------------------------------------------ | ----------------------------------- | ----------------------------------- | ----------------------------------- | ----------------------------------- | ----------------------------------- | ----------------------------------- | ----------------------------------- | ----------------------------------- | ----------------------------------- | ----------------------------------- | ----------------------------------- | ----------------------------------- | ----------------------------------- |
| Temperatura máxima recorde (°C)                              | 13                                  | 14                                  | 13                                  | 22                                  | 28                                  | 29                                  | 29                                  | 29                                  | 23                                  | 18                                  | 17                                  | 12                                  | 29                                  |
| Temperatura máxima média (°C)                                | −5                                  | −2,9                                | 1,4                                 | 7,3                                 | 13,7                                | 17,5                                | 18,9                                | 17,7                                | 12,9                                | 4,8                                 | −2,4                                | −4,2                                | 6,7                                 |
| Temperatura mínima média (°C)                                | −11,6                               | −10,1                               | −7,1                                | −1,7                                | 4                                   | 8,5                                 | 11                                  | 9,8                                 | 5,3                                 | −1,7                                | −8,5                                | −10,4                               | −1,1                                |
| Temperatura mínima recorde (°C)                              | −37                                 | −39                                 | −31                                 | −26                                 | −17                                 | −2                                  | 1                                   | −1                                  | −7                                  | −21                                 | −29                                 | −38                                 | −39                                 |
| Precipitação (mm)                                            | 18,8                                | 18,5                                | 15,2                                | 11,9                                | 19,3                                | 24,4                                | 46,5                                | 82,3                                | 75,7                                | 51,3                                | 29,7                                | 28,4                                | 422,3                               |
| Queda de neve média (cm)                                     | 29,2                                | 27,9                                | 25,4                                | 10,4                                | 1                                   | 0                                   | 0                                   | 0                                   | 1                                   | 19,8                                | 33,8                                | 43,2                                | 191,7                               |
| Dias com chuva                                               | 8,1                                 | 7,2                                 | 6,8                                 | 5,5                                 | 7                                   | 8,2                                 | 11,3                                | 13,8                                | 14,5                                | 12,3                                | 9,3                                 | 11,1                                | 115,1                               |
| Dias com neve                                                | 7                                   | 5,9                                 | 5,8                                 | 3,4                                 | 2                                   | 0                                   | 0                                   | 0                                   | 0,2                                 | 4,3                                 | 7,0                                 | 8,8                                 | 42,6                                |
| Insolação (h)                                                | 83,7                                | 121,5                               | 195,3                               | 134                                 | 288,3                               | 276                                 | 251,1                               | 204,6                               | 159                                 | 117,8                               | 81                                  | 52,7                                | 2 065                               |
| Fonte: NOAA (extremos 1916−presente), The Weather Channel    |                                     |                                     |                                     |                                     |                                     |                                     |                                     |                                     |                                     |                                     |                                     |                                     |                                     |
| Fonte 2: Observatório de Hong Kong (horas de sol, 1961−1990) |                                     |                                     |                                     |                                     |                                     |                                     |                                     |                                     |                                     |                                     |                                     |                                     |                                     |

## Demografia

### Censo 2020
De acordo com o censo nacional de 2020, a sua população é de 291 247 habitantes e sua densidade populacional é de 65,9 hab/km². Houve um pequeno decréscimo populacional na última década de -0,2%, abaixo do crescimento estadual de 3,3%. É a cidade mais populosa do Alasca e a 72ª mais populosa dos Estados Unidos.
Possui 118 640 residências que resulta em uma densidade de 26,8 residências/km² e um aumento de 5,0% em relação ao censo anterior. Deste total, 7,8% das unidades habitacionais estão desocupadas. A média de ocupação é de 2,7 pessoas por residência.

### Censo 2010
Segundo o censo nacional de 2010, a sua população era de 291 826 habitantes e sua densidade populacional de 58 hab/km².

### Censo 2000
No censo de 2000, havia 260 283 habitantes e 64 099 famílias a residir na municipalidade; em resumo, a municipalidade de Anchorage é casa a quase dois quintos da população do Alasca. A densidade populacional 59.2/km². Anchorage é a cidade com maior variedade étnica em todo o Alasca, predominando os caucasianos (72.23%), seguidos pelos Nativos do Alasca e Índios Americanos (7.28%), pelos Americanos Asiáticos (5.55%), pelos Afro-americanos (5.84%), pelos pacíficos (0.93%), 2.19% são de outros grupos étnicos, e 5.98% são de 2 ou mais grupos étnicos.

## Governo
Anchorage é governada por um prefeito eleito e uma assembleia, além de um gerente municipal. O atual prefeito da cidade é Mark Begich. Embora o partido de Begich seja o Democrata 1 o gabinete do prefeito de Anchorage é, na sua maioria (oficialmente), não-partidário. Anchorage é considerada uma "census area".

### Cidades irmãs
- Whitby, Reino Unido
- Tromso, Noruega
- Magadan, Rússia
- Incheon, Coreia do Sul
- Darwin, Austrália
- Chitose, Japão
- Harbin, China

## Economia

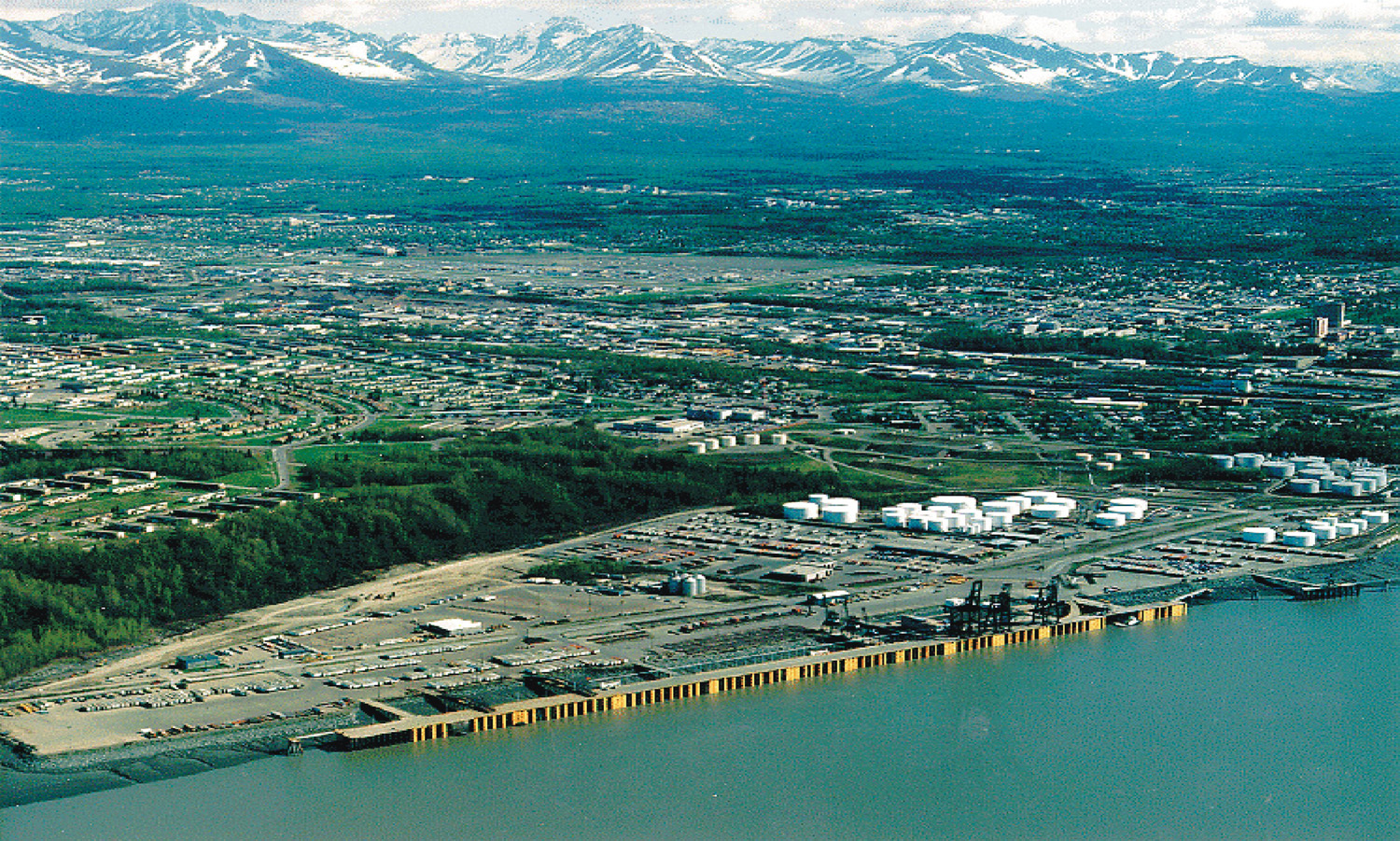
Porto de Anchorage

Anchorage é um grande porto, recebendo mais de 95 % de todo o transporte de mercadorias no Alasca. As maiores indústrias incluem o petróleo e o turismo. Há duas bases militares americanas a fazer fronteira com Anchorage, a norte: a Base Aérea de Elmendorf e o Forte Richardson. Quase todos os turistas que vão ao Interior do Alasca passam por Anchorage. Não muito surpreendentemente, o Verão é a época dos turistas, e a baixa de Anchorage, assim como as rodovias que levam a sul e a norte da cidade, estão tipicamente cheias de turistas.

## Educação
A educação pública em Anchorage, Eagle River, Forte Richardson e na Base Aérea de Elmendorf é da responsabilidade do Distrito Escolar de Anchorage, o 87º maior distrito nos Estados Unidos, com cerca de 50.000 estudantes espalhados por 88 escolas. Há também algumas escolas privadas, incluindo escolas religiosas.
Anchorage tem 4 escolas do ensino superior: a Universidade do Alasca Site oficial da Universidade do Alasca , a Universidade Pacífica de Anchorage, o Colégio de Charter Site oficial do Colégio de Charter e a Universidade Baptista de Wayland, sediada no Texas.
90% dos adultos de Anchorage tem diplomas do ensino superior[carece de fontes?], 65% teve entre um e três anos na universidade e 17% tem um grau avançado, colocando Anchorage entre as melhores metrópoles em nível educacional.

## Cultura

### Artes
Localizada a seguir ao Parque da Praça da Cidade, na baixa de Anchorage, o Centro Alasca para as Artes cénicas é um complexo de três partes, lançando numerosos eventos de artes cénicas cada ano. Pode acomodar mais de 3.000 mecenas. Em 2000, cerca de 245.000 pessoas visitaram 678 representações públicas. É casa a 8 companhias para as Artes Cénicas. O Centro lança também Competição Internacional de Esculturas no Gelo, como parte do Festival Fur Rendezvous em Fevereiro.
A Associação de Concertos de Anchorage traz 15 a 20 eventos à comunidade cada inverno. O Festival Musical de Verão de Sitka apresenta um Festival de "Clássicos de Outono" de música de câmara durante duas semanas todos os Setembros no campo da Universidade Pacífica de Anchorage.

### Museus
- Centro do Patrimônio Nativo do Alasca[16][17]
- Museu de História Natural do Alasca
- Museu do Património da Aviação de Anchorage
- Museu de Anchorage no Centro Rasmuson
- Imaginarium: Centro de Descoberta da Ciência
- Museu da Casa de Oscar Anderson
- Museu e Livraria do Património do Alasca de Wells Fargo

### Mídia
O jornal mais lido em Anchorage é o Anchorage Daily News Site oficial do Anchorage Daily News, um jornal diário. Outros jornais incluem o Alaska Star Site oficial do Alaska Star, que serve principalmente Eagle River e Chugiak, o Anchorage Press Site oficial do Anchorage Press, um jornal semanal que trata de muitos temas culturais, e o The Northern Light Site oficial do The Northern Light, o jornal dos estudantes da Universidade do Alasca.
Os principais canais de televisão em Anchorage são o KTUU-TV (NBC), o KTBY (FOX), o KYES-TV (MyNetworkTV), o KAKM (Public Broadcasting Service), o KTVA (Columbia Broadcasting System), o KIMO (American Broadcasting Company).
Há muitas estações de rádio em Anchorage, como o KAFC e o KAKL.

## Marcos históricos
O Registro Nacional de Lugares Históricos lista 28 marcos históricos em Anchorage. O primeiro marco foi designado em 30 de março de 1978 e o mais recente em 21 de junho de 2019.

## Galeria

### Paisagens

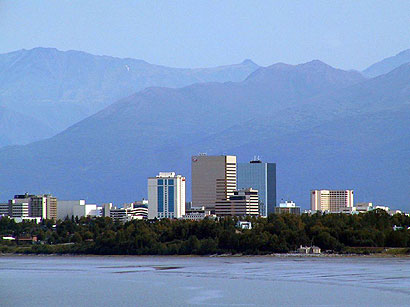
Vista da cidade
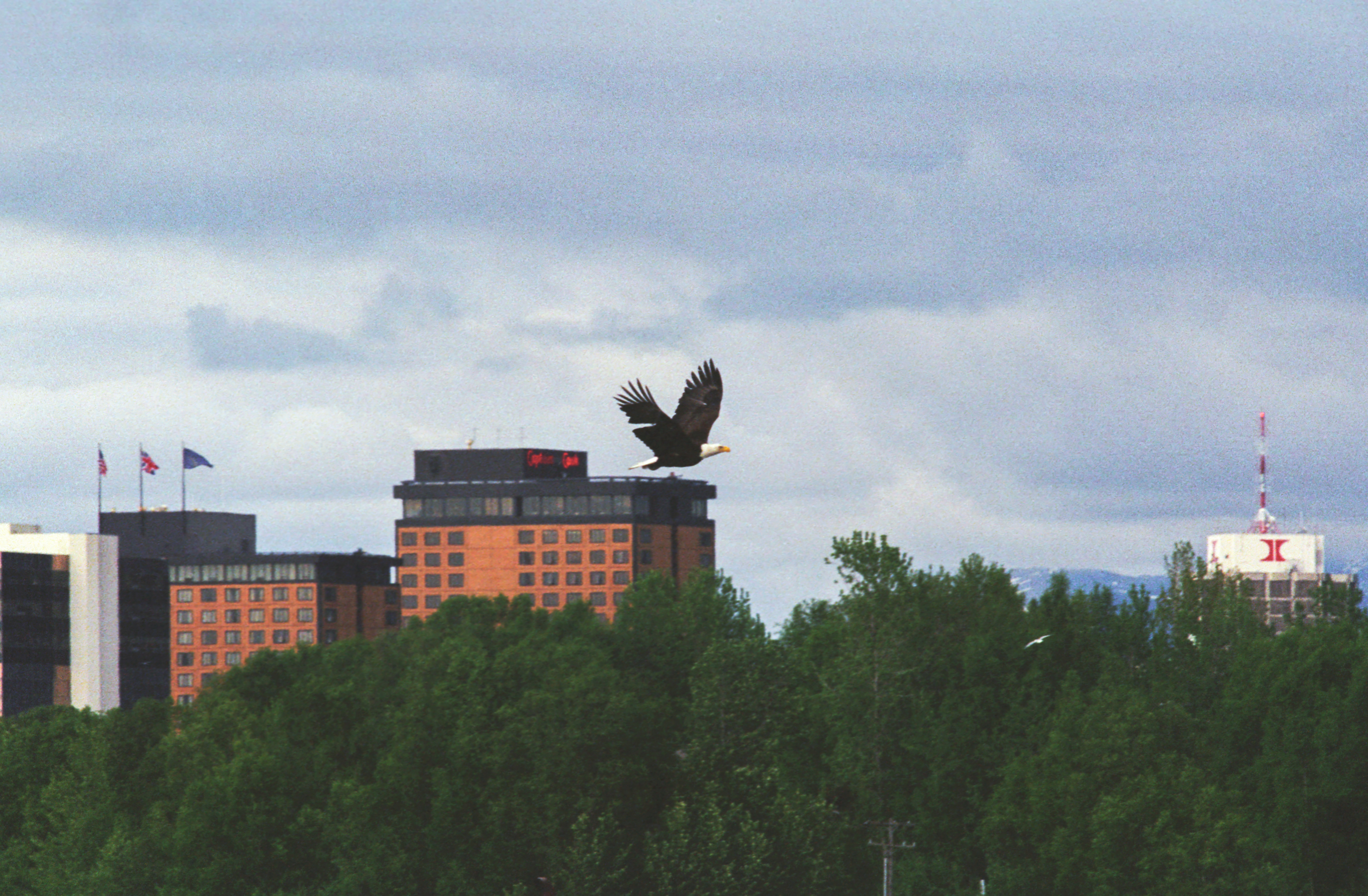
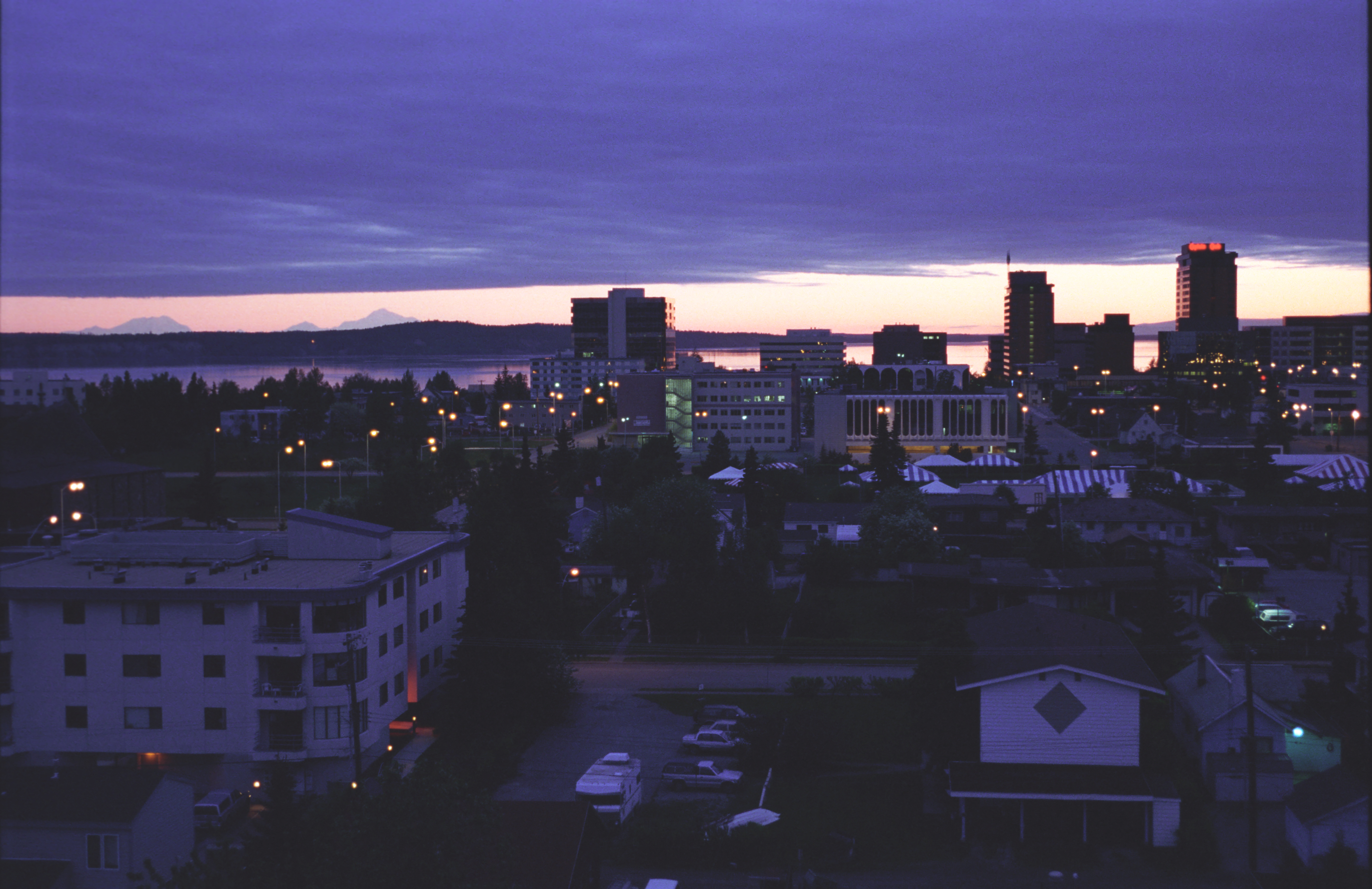
Vista Nocturna da Cidade
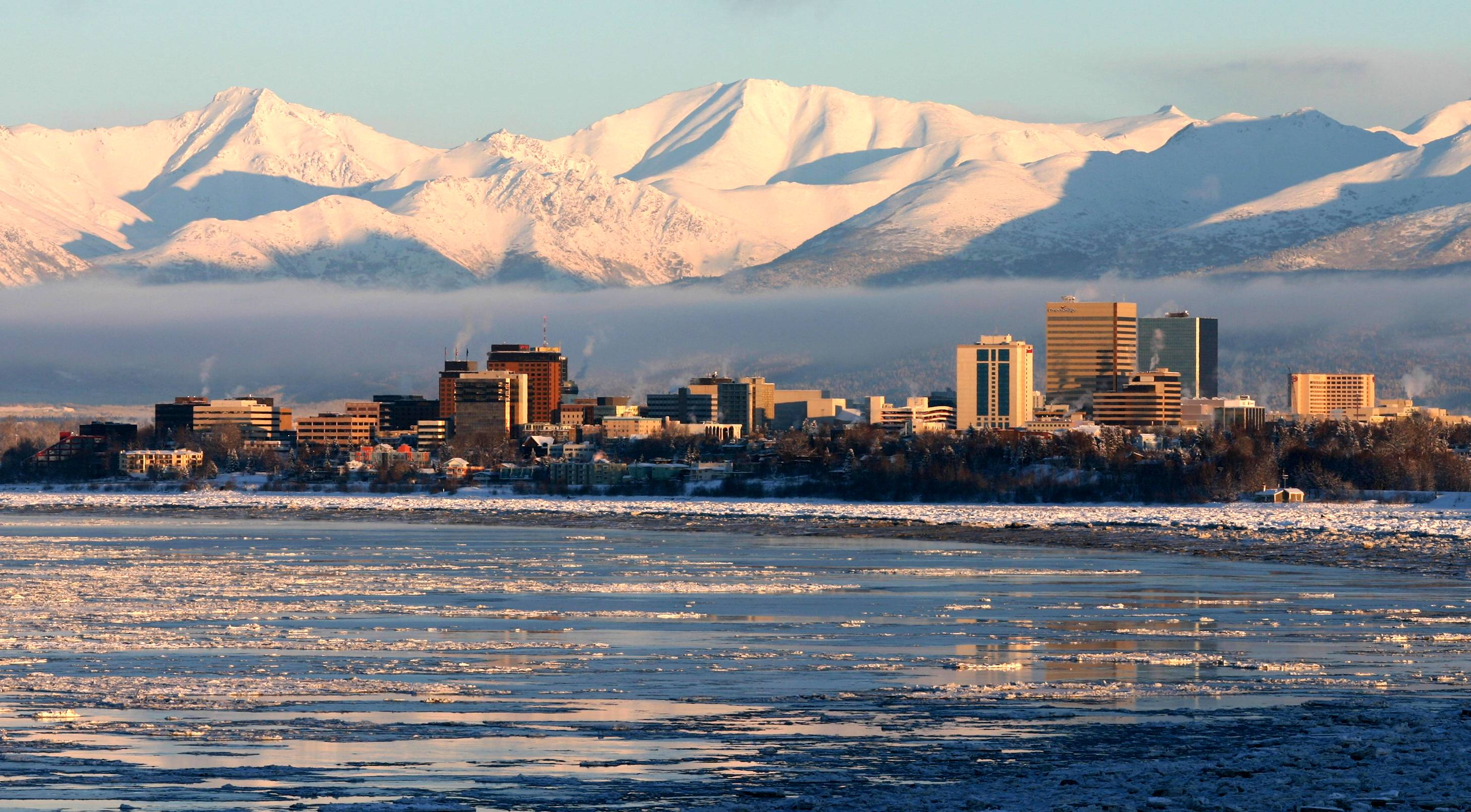
Anchorage vista do parque do terramoto
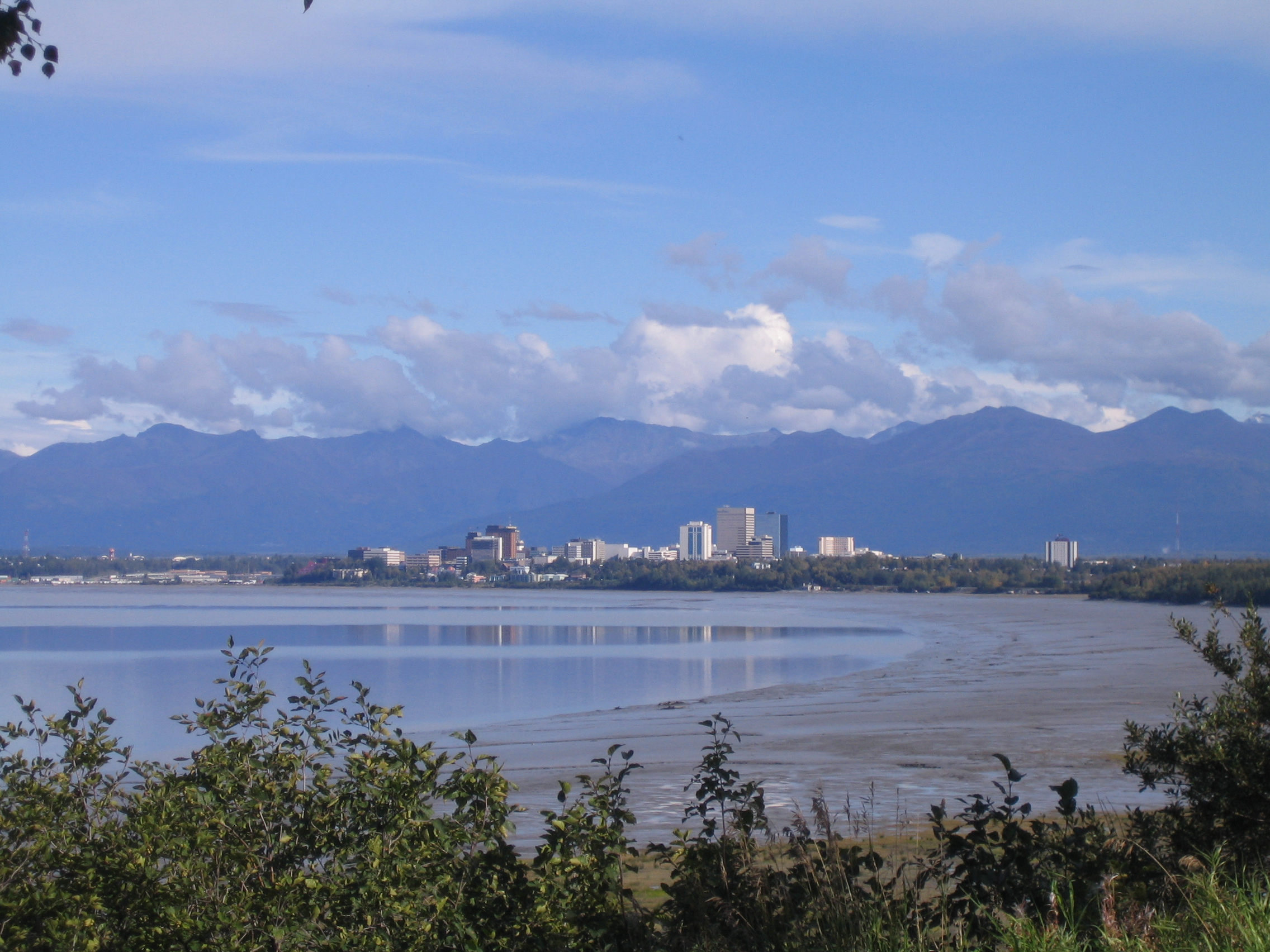

### Centro de Anchorage

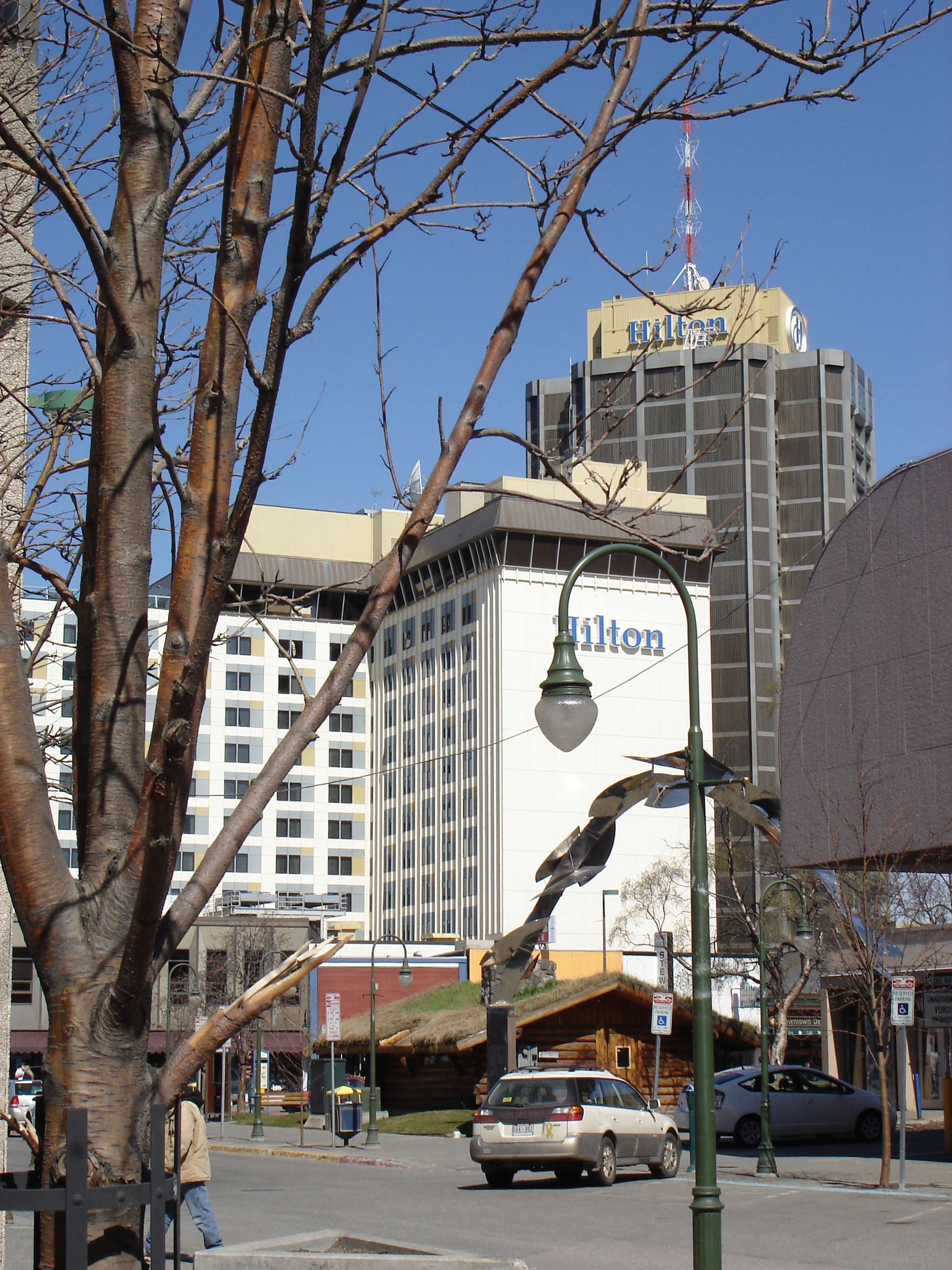
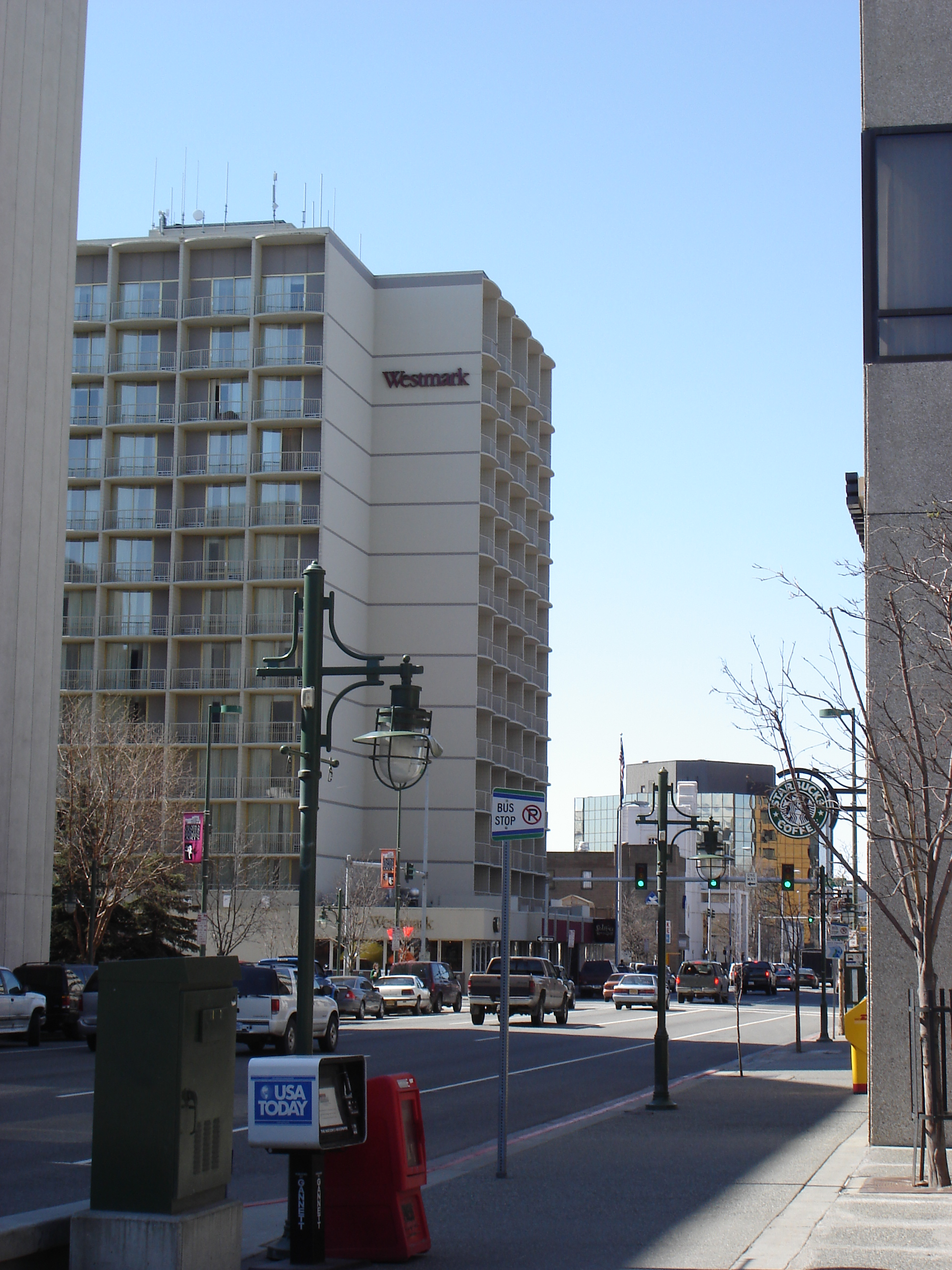
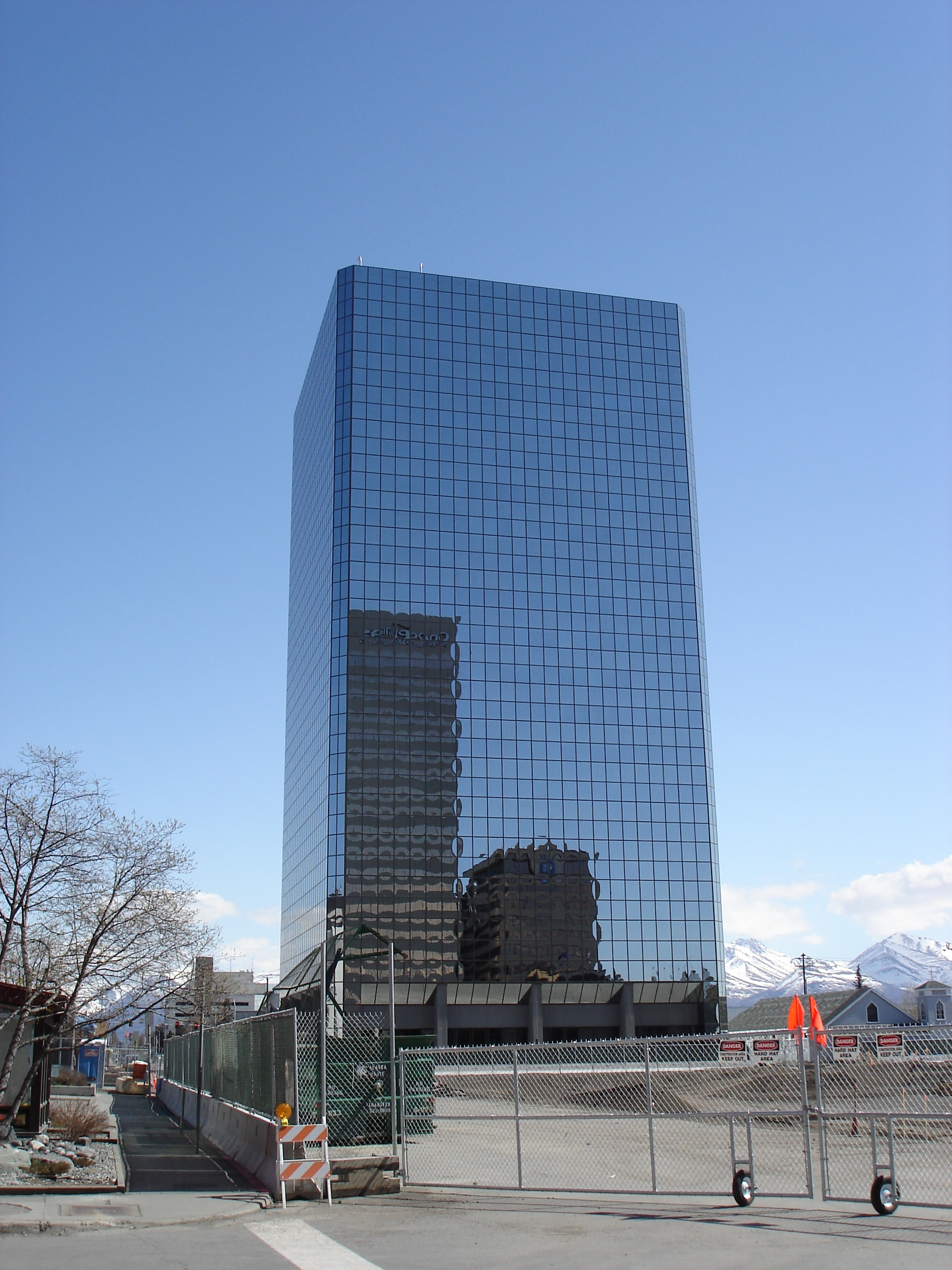
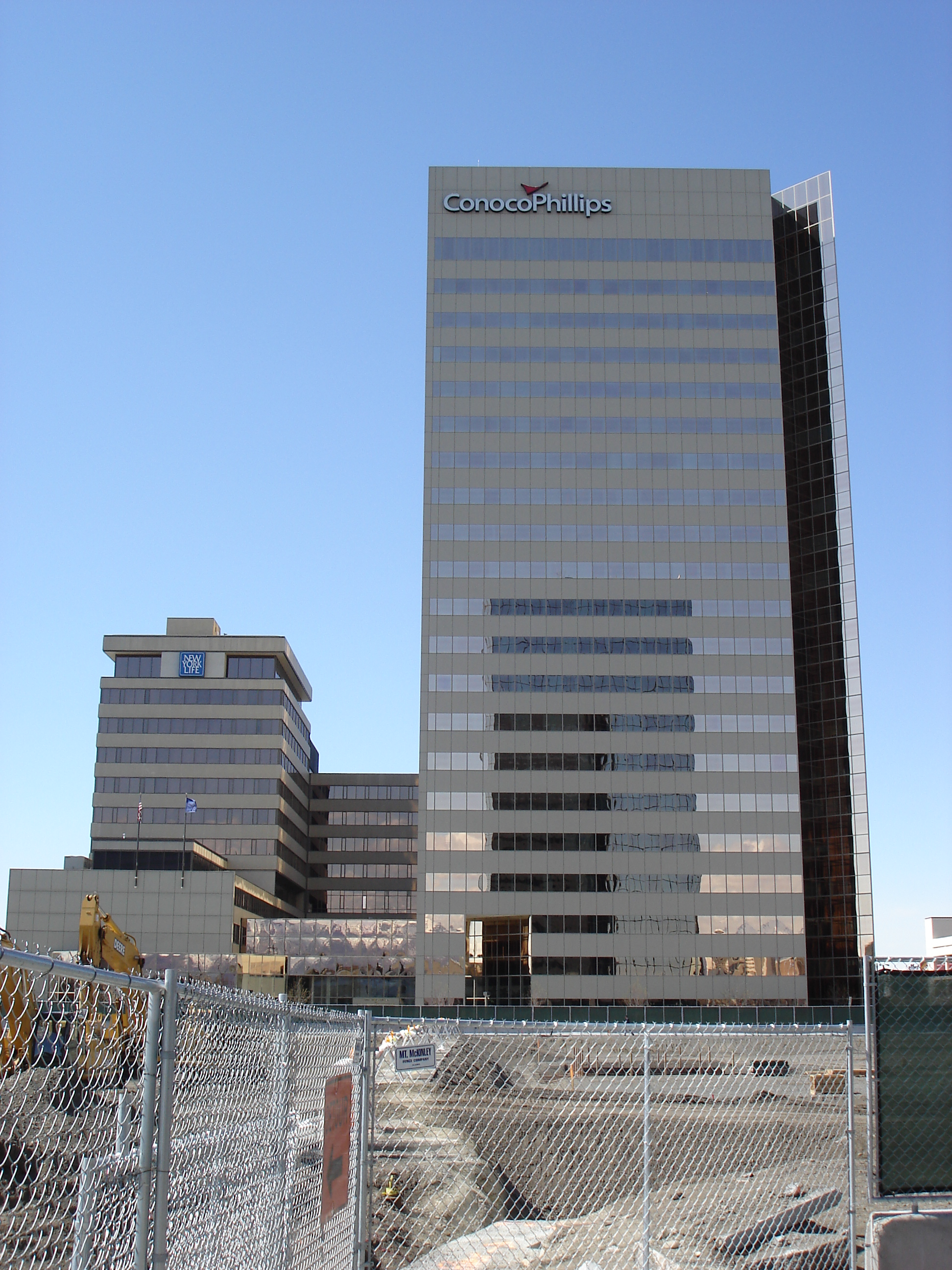